# Диас-Мигель, Антонио
Анто́нио Ди́ас-Миге́ль Санс (исп. Antonio Díaz-Miguel Sanz; 6 июля 1933, Алькасар-де-Сан-Хуан, Сьюдад-Реаль — 21 февраля 2000, Мадрид) — испанский баскетболист и баскетбольный тренер. Как игрок — один из основателей клуба «Эстудиантес» в 1950 году, двукратный чемпион Испании с клубом «Реал» (Мадрид), игрок сборной Испании. Бессменный тренер сборной Испании с 1965 по 1992 год, завоевал со сборной серебряные медали Олимпийских игр 1984 года и медали трёх чемпионатов Европы; чемпион и обладатель Кубка Испании с женским клубом «Пул» (Хетафе). Дважды избирался тренером года в Испании (1981, 1982). Кавалер Большого креста (2000) и золотой медали (1993) Королевского ордена спортивных заслуг. Член Зала славы баскетбола (Спрингфилд, США) с 1997 и Зала славы ФИБА с 2007 года.

## Спортивная карьера
Антонио Диас-Мигель, родившийся в провинции Сьюдад-Реаль, ещё в детстве переехал в Мадрид. Здесь Диас-Мигель, увлекавшийся первоначально футболом, вытянулся в росте более чем до двух метров и перешёл в баскетбол, начав играть за сборную средней школы «Институто Рамиро де Маэсту». В 1950 году он стал одним из основателей студенческого клуба «Эстудиантес» и выступал за него с перерывом на год (проведённый в клубе «Транспортес Каве») до 1958 года, в том числе приняв участие в двух первых чемпионатах Испании. С 1950 по 1959 год он также играл за сборную команду Испании. В рядах сборной он провёл 26 матчей, завоевав с ней золотые медали Средиземноморских игр в 1955 году и серебряные в 1959 году.
В 1958 году Диас-Мигель перешёл из «Эстудиантеса» в другой мадридский клуб — «Реал», в котором провёл три сезона, завоевав за это время два титула чемпиона Испании. В 1961 году последовал переход в Бильбао, в клуб «Агилас», в котором Диас-Мигель и окончил игровую карьеру, сразу же заняв тренерский пост.
Диас-Мигель тренировал «Агилас» до 1966 года, когда принял под своё начало национальную мужскую сборную Испании. Это назначение после увольнения предыдущего тренера Педро Феррандиса в результате неудачи на чемпионате Европы задумывалось как временное: предполагалось, что в 1967 году постоянным тренером сборной станет американец Эд Джакер, но тот подписал контракт с клубом НБА «Цинциннати Роялз», и Диас-Мигель остался на посту тренера сборной. Его работа со сборной продолжалась без перерыва 26 лет и 9 месяцев, что стало абсолютным мировым рекордом для любого вида спорта, не побитым и 15 лет спустя. В общей сложности сборная под руководством Диаса-Мигеля провела 431 игру. За это время Диас-Мигель принял участие со своей командой в шести Олимпийских играх, четырёх чемпионатах мира и тринадцати чемпионатах Европы. В 1984 году сборная Испании под его началом стала серебряным призёром Олимпийских игр в Лос-Анджелесе, обыграв в полуфинале сборную Югославии, где играли Дражен Далипагич и Дражен Петрович, со счётом 74-61. На чемпионатах Европы подопечные Диаса-Мигеля трижды становились призёрами:
- второе место на чемпионате 1973 года (Испания)
- второе место на чемпионате 1983 года (Франция)
- и третье место на чемпионате 1991 года (Италия)[6]

Ежегодные поездки в США для ознакомления с работой тренеров НБА сделали Диаса-Мигеля крупнейшим в Испании авторитетом по американскому баскетболу. В 1977 году он был удостоен награды Национальной ассоциации баскетбольных тренеров Испании, а в 1981 и 1982 годах признавался в Испании тренером года. Он также шесть раз был тренером сборной «Всех звёзд» Европы. Однако после провального выступления на домашней площадке в ходе Олимпиады 1992 года в Барселоне, где испанцы заняли только девятое место, проиграв в том числе сборной Анголы, Федерация баскетбола Испании уведомила Диаса-Мигеля об отставке. Тренер в ответ подал на федерацию в суд за незаконное увольнение, что ознаменовало полный разрыв между ним и испанским баскетбольным руководством.
В начале сезона 1993/1994 Диас-Мигель стал главным тренером итальянского клуба «Канту», но после крайне неудачного старта (шесть поражений при всего двух победах) был уволен. Свой последний год в качестве тренера он провёл в сезоне 1996/1997 с клубом испанской женской баскетбольной лиги «Пул» из города Хетафе, завоевав с ним чемпионское звание и Кубок Испании — свои единственные титулы в качестве тренера на клубном уровне, а также став финалистом Евролиги. Он умер в 2000 году от рака, за 11 дней до смерти став кавалером Большого креста Королевского ордена спортивных заслуг — высшей спортивной награды Испании.

## Признание заслуг
В годы своей работы со сборной Испании Диас-Мигель был удостоен награды Национальной ассоциации баскетбольных тренеров Испании (1977) и дважды признавался тренером года в Испании (1981, 1982). Он также шесть раз был тренером сборной «Всех звёзд» Европы. В 1993 году, через год после окончания работы со сборной Испании, он был награждён золотой медалью Королевского ордена спортивных заслуг, а в 2000 году стал кавалером Большого креста этого ордена.
В 1997 году Антонио Диаса-Мигель был включён в Зал славы баскетбола в Спрингфилде (США). Он стал первым испанским членом Зала славы баскетбола и долгое время оставался единственным, пока в 2007 году в списках зала не появился ещё один испанский тренер — Педро Феррандис. Сам Диас-Мигель в 2007 году стал посмертно также членом Зала славы ФИБА. На родине Диаса-Мигеля, в городе Алькасар-де-Сан-Хуан, его именем назван баскетбольный стадион.